# Metopobactrus nodicornis
Metopobactrus nodicornis är en spindelart som beskrevs av Schenkel 1927. Metopobactrus nodicornis ingår i släktet Metopobactrus och familjen täckvävarspindlar. Inga underarter finns listade i Catalogue of Life.